# Kniphofia goetzei
Kniphofia goetzei är en grästrädsväxtart som beskrevs av Adolf Engler. Kniphofia goetzei ingår i Fackelliljesläktet som ingår i familjen grästrädsväxter. IUCN kategoriserar arten globalt som sårbar. Inga underarter finns listade i Catalogue of Life.